# 290-talet

## Händelser
- 291 - Diocletianus undertecknar fredsavtal med Aksum och Nubien.
- 291 - De åtta prinsarnas krig utbryter i Kina.
- 291 - Västgoterna omtalas för första gången.
- 293 – Diocletianus och Maximianus utnämner Constantius Chlorus och Galerius till caesarer. Detta anses vara inledningen på tetrarkin.
- 298 – Byggandet av Diocletianus termer påbörjas i Rom.
- 298 – Tillverkandet av odlat silke börjar bli populärt och sätter igång på allvar i Korea och Japan.

## Födda
- 292 eller 295 – Valerius Romulus, romersk konsul.

## Avlidna
- 297 – Chen Shou, författare till San Guo Zhi.